# 南華大学 (中国)
南華大学（英語: University of South China）は、湖南省衡陽市蒸湘区に本部を置く中国の公立大学。1958年創立、2000年大学設置。
2019年11月時点では、学校の面積は3000畝、建築面積は113.33万平方メートル、生徒数約35,000余人、本科生31,000余人、博士、碩士研究生4000余人、教職員1,874人。

## 略歴
- 南華大学の起源は、1959年3月に湖南省政府が設立した衡陽砿冶工程学院（元中南砿冶学院礦冶工程系等）。
- 1969年11月、衡陽砿冶工程学院廃止。
- 1983年1月26日、衡陽工学院設立。
- 2000年3月27日、中南工学院と衡陽医学院が合併し「南華大学」設立。

## 基礎データ
- 所在地
  - 紅湘校区（校本部）
  - 雨母校区

- 校訓
  - 「明徳博学、求是致遠」

- 校歌
  - 「南華大学校歌」。聶春吾作曲。

## 組織
「学院」も「系」も日本の大学の学部にほぼ相当する。「学部」は「学院」と「系」の上の編成で、実体はなく、日本の「学部」とは位置付けが異なっている。妙訳がないのでそのまま記す。
- 機械工程学院
- 電気工程学院
- 核科学技術学院
- 核資源·核燃料工程学院
- 計算機科学·技術学院
- 城市建設学院
- 設計·芸術学院
- 環境保護·安全工程学院
- 化学化工学院
- 数理学院
- 医学院
- 薬学·生命科学学院
- 公共衛生学院
- 護理学院
- 経済管理学院
- 外国語学院
- 文法学院
- 船山学院
- 体育教学研究部
- マルクス主義教学研究部
- 児科学院
- 研究生処
- 国防科学技術学院
- 継續教育学院
- 国際学院

## 附属機関

### 附属図書館
南華大学図書館、蔵書数は全館合計で約300万冊。

### 附属医院
- 南華大学附属第一医院
- 南華大学附属第二医院
- 南華大学附属南華医院
- 南華大学附属第三医院

## 大学の人物一覧

### 教授
- 学長：文格波
- 党委書記：鄒樹梁

## 対外関係
- 日本
  - 早稲田大学
- イギリス
  - ケンブリッジ大学
  - en:University of South Wales
- アメリカ合衆国
  - en:Harding University
- オーストラリア
  - キャンベラ大学
- 中国
  - 清華大学
  - 北京大学